# Atenas Meridional
Atenas Meridional (em grego: Νοτίου Τομέα Αθηνών) é uma unidade regional da Grécia, localizada na região da Ática. É formada pela porção sul da região metropolitana da capital grega.

## Administração
Foi criada a partir da reforma administrativa instituída pelo Plano Calícrates de 2011, através de uma divisão da antiga prefeitura de Atenas. É subdividida em 8 municípios; são eles (numerados conforme o mapa):
- Agios Dimitrios (4)
- Alimos (7)
- Elliniko-Argyroupoli (14)
- Glyfáda (12)
- Caliteia (20)
- Moschato-Tavros (24)
- Nea Smirni (26)
- Palaio Faliro (27)